# Phausis
Phausis is een geslacht van kevers uit de  familie van de glimwormen (Lampyridae).

## Soorten
- Phausis californica Fender, 1966
- Phausis dorothae Fender, 1962
- Phausis inaccensa LeConte, 1878
- Phausis luminosa Fender, 1966
- Phausis nigra Hopping, 1937
- Phausis reticulata (Say, 1825)
- Phausis riversi (LeConte, 1884)
- Phausis skelleyi Fender, 1962
- Phausis splendidula (Linnaeus, 1767)